# Мушчел (Бузеу)
Мушчел (рум. Mușcel) — село у повіті Бузеу в Румунії. Адміністративно підпорядковане місту Петирладжеле.
Село розташоване на відстані 100 км на північ від Бухареста, 44 км на північний захід від Бузеу, 134 км на захід від Галаца, 65 км на південний схід від Брашова.

## Населення
За даними перепису населення 2002 року у селі проживали 536 осіб, усі — румуни. Усі жителі села рідною мовою назвали румунську.